# Ніколи не кажи ніколи
«Ніколи не кажи ніколи» (англ. Never Say Never Again) — це американський фільм 1983 року про англійського суперагента Джеймса Бонда.

## У ролях
- Шон Коннері — Джеймс Бонд / 007
- Едвард Фокс — М / глава МІ6
- Макс фон Сюдов — Ернст Ставро Блофельд / Злочинець, глава СПЕКТРу
- Кім Бейсінгер — Домінік (Доміно) Дерваль
- Барбара Каррера — Фатіма
- Клаус Марія Брандауер — Еміліо Ларго
- Ровен Аткінсон — Найджел Малфо-Фосетт
- Берні Кейсі — Фелікс Лейтер

## Галерея

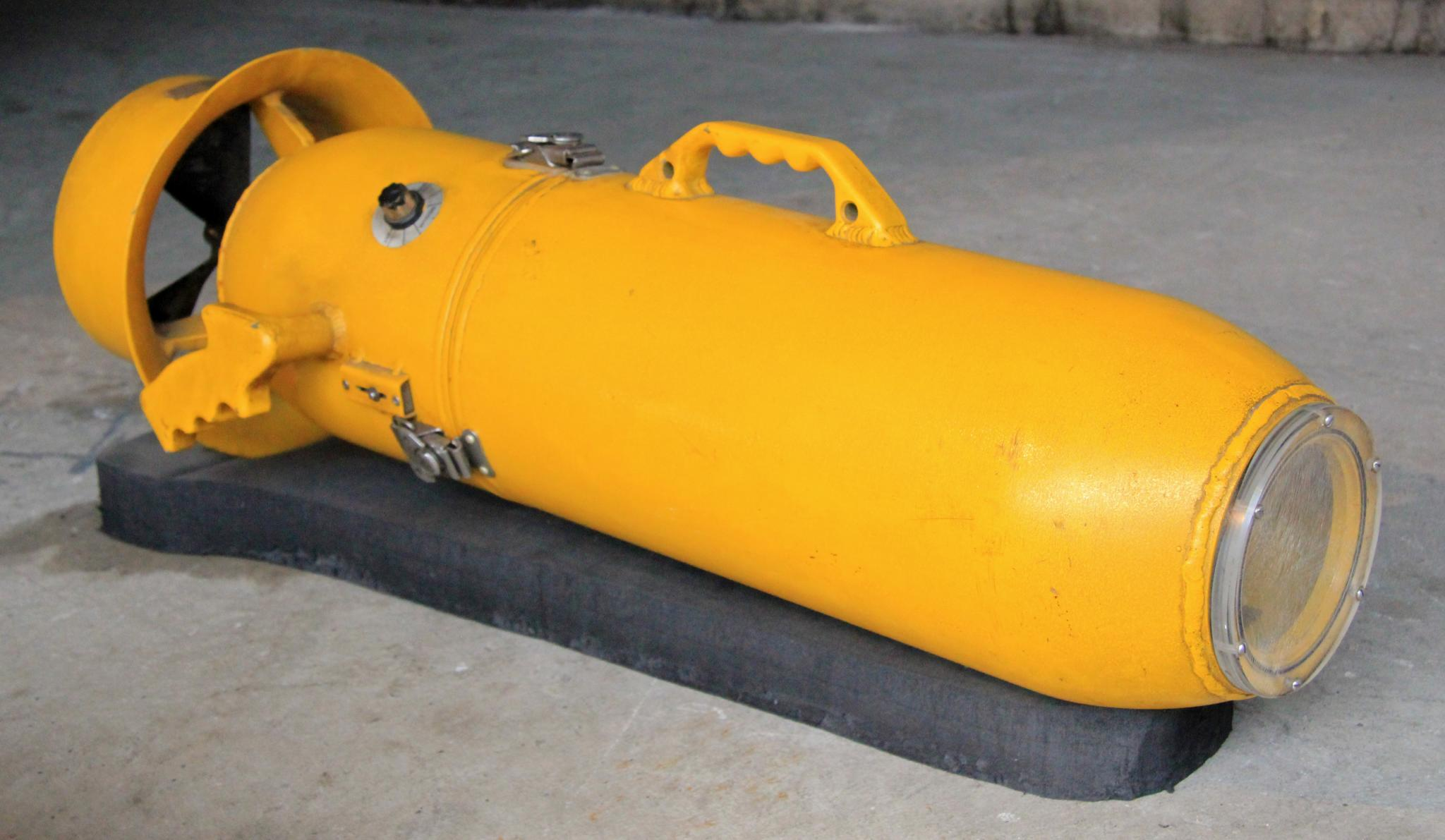
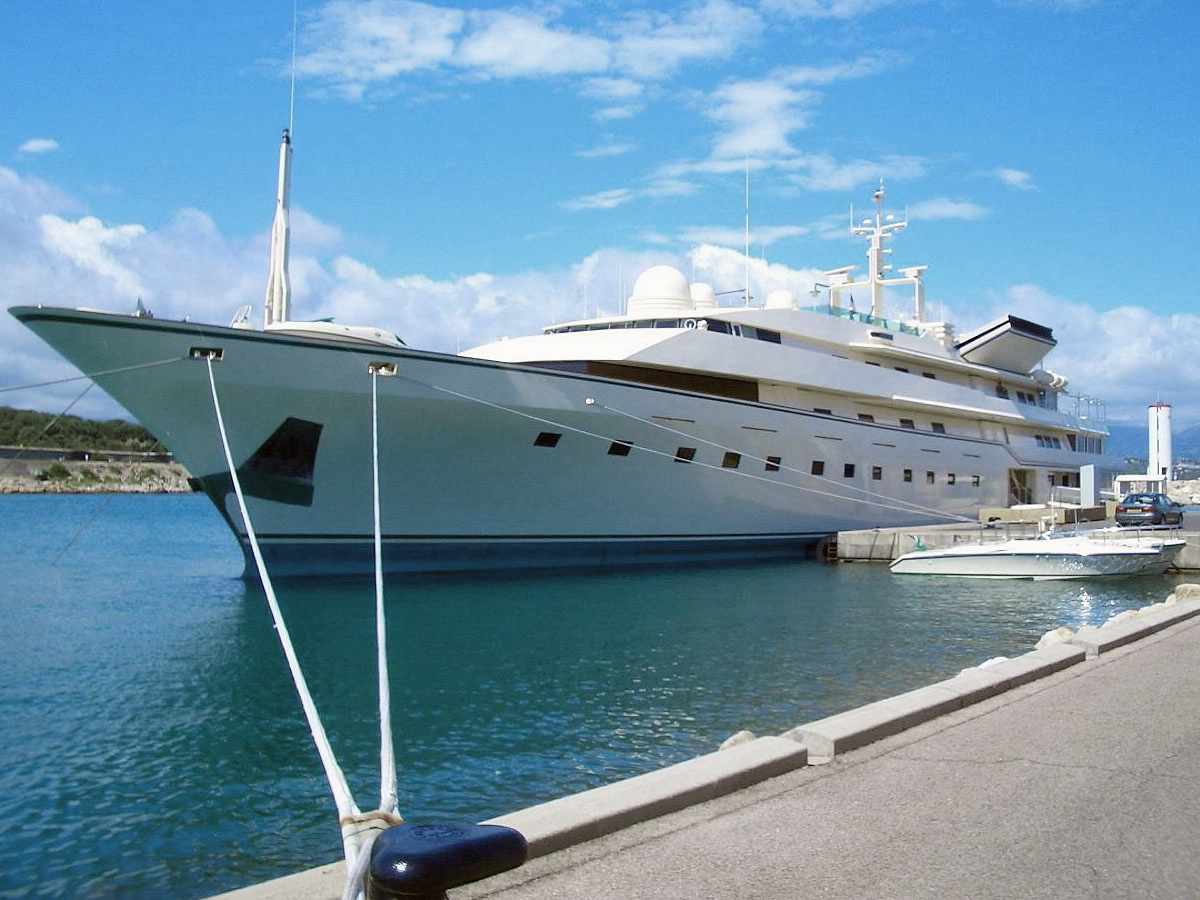
Kingdom 5KR